# Zmijanjski haft
Zmijanjski haft (serb. Змијањски вез, Zmijanjski vez) – haft wykonywany przez kobiety z wiosek w rejonie Zmijanja w Republice Serbskiej, w Bośni i Hercegowinie.

## Historia
Od połowy XIX wieku do początku XX wieku był wykonywany wyłącznie na lnianym i konopnym płótnie i zwykle służył do zdobienia stroju narodowego. Od połowy XX wieku do początku XXI wieku haftowano również na tkaninach bawełnianych. Pod koniec XIX i na początku XX wieku spadać zaczęła liczba haftujących kobiet. Po wpisaniu na listę dziedzictwa niematerialnego UNESCO dokumentacją, ochroną i rewitalizacją zajmuje się kilka stowarzyszeń i instytucji lokalnych i regionalnych: Regionalne Stowarzyszenie „Zmijanje”, niektóre szkoły w Zmijanju, towarzystwo kulturalno-rękodzielnicze „Ribnik” (na obszarze północnej części Republiki Serbskiej i Bośni i Hercegowiny) oraz organizacje pozarządowe: Stowarzyszenie kobiet „Duga”, etno-warsztaty „Radinost R” i Młodzieżowy dom kultury „Veselin Masleša” w Banja Luce.

## Haft
Cechą charakterystyczną haftu zmijanjskiego są ornamenty geometryczne i geometryczno-kwiatowe. Wzory tworzą wariacje krzyża, czworokąta lub wielokąta. Wzory są wykonywane głównie techniką haftu krzyżykowego. Haft służy do ozdabiania odzieży damskiej i domowej, w tym sukien ślubnych, apaszek, sukienek i bielizny. Wykonywano go na białej tkaninie lnianej ciemnoniebieską nitką, którą samodzielnie farbowano. Bogactwo i wariacje haftowanych wzorów podkreślały status społeczny kobiet wiejskich. Kobiety spotykają się i podczas śpiewania i rozmów wykonują hafty. Wiedza jest przekazywana ustnie przez doświadczone hafciarki. Uczniowie uczą się, podglądając ich pracę i łącząc z góry ustalone elementy w różne wzory, a także poprzez regularną i ciągłą praktykę.

## Wpis na listę UNESCO
Wniosek o wpisanie haftu zmijanjskiego na listę niematerialnego dziedzictwa kulturowego UNESCO o znaczeniu dla ludzkości przygotowało Muzeum Republiki Serbskiej w latach 2011–2013. 26 listopada 2014 podczas dziewiątej sesji Międzynarodowego Komitetu Niematerialnego Dziedzictwa w siedzibie UNESCO w Paryżu zmijanjski haft został wpisany na listę pod numerem 00990.
Decyzję uzasadniono tym, że haft nie tylko łączy szacunek dla różnorodności, kreatywności i komunikacji niewerbalnej, ale ma także wartość sentymentalną i emocjonalną. Dla przesiedlonych używanie haftowanej odzieży jest wyrazem narodowej dumy i lokalnej tożsamości. Dodatkowo łączy w sobie wiele elementów dziedzictwa kulturowego, takich jak muzyka, rytuały, tradycje ustne i rękodzieło.

## Haft w sztuce
W 2014 roku poczta Republiki Serbskiej wydała znaczek prezentujący haftowane stroje regionalne. Jego autorami byli Božidar Došenović i Nebojša Đumić, którym w opracowaniu pomagała Danijela Đukanović, starszy etnolog-kurator w Muzeum Republiki Serbskiej.